# Callisburg, Texas
Callisburg là một thành phố thuộc quận Cooke, tiểu bang Texas, Hoa Kỳ. Năm 2010, dân số của xã này là 353 người.

## Dân số
- Dân số năm 2000: 365 người.
- Dân số năm 2010: 353 người.